# Шерон (Оклахома)
Шерон (енгл. Sharon) град је у америчкој савезној држави Оклахома.

## Демографија
По попису из 2010. године број становника је 135, што је 13 (10,7%) становника више него 2000. године.
| Група             | 2000.       | 2010.       |
| Белци             | 115 (94,3%) | 108 (80,0%) |
| Афроамериканци    | 0 (0,0%)    | 0 (0,0%)    |
| Азијати           | 0 (0,0%)    | 0 (0,0%)    |
| Хиспаноамериканци | 0 (0,0%)    | 22 (16,3%)  |
| Укупно            | 122         | 135         |